# Canton du Bourg-d'Oisans
Le canton du Bourg-d'Oisans est une ancienne division administrative française située dans le département de l'Isère et la région Rhône-Alpes.

## Géographie
Ce canton était organisé autour du Bourg-d'Oisans dans l'arrondissement de Grenoble. Son altitude variait de 366 m (Livet-et-Gavet) à 4 108 m (Saint-Christophe-en-Oisans) pour une altitude moyenne de 1 171 m.

## Représentation

### Conseillers d'arrondissement (de 1833 à 1940)
| Période                                  | Période | Identité            | Étiquette | Qualité |
| ---------------------------------------- | ------- | ------------------- | --------- | --- |
| 1833                                     | 1848    | Hippolyte Argentier |           | Notaire, maire du Freney                                                                                    |
|                                          |         |                     |           | |
|                                          | 1922    | Alfred Molimard     |           | Médecin, Adjoint au maire du Bourg-d'Oisans                                                                 |
| 1922                                     | 1940    | Élie Rousset        | Radical   | Pharmacien au Bourg-d'Oisans                                                                                |
| 1940                                     |         |                     |           | Les conseils d'arrondissement ont été suspendus par la loi du 12 octobre 1940 et n'ont jamais été réactivés |
| Les données manquantes sont à compléter. |         |                     |           | |

### Conseillers généraux de 1833 à 2015
| Période       | Période                   | Identité                                         | Étiquette            | Qualité |
| ------------- | ------------------------- | ------------------------------------------------ | -------------------- | --- |
| novembre 1833 | décembre 1833 (décès)     | Augustin Perier                                  | Centre gauche        | Négociant à Grenoble Ancien député (1815 et 1827-1831) Pair de France |
| 1834          | 1848                      | Alphonse Périer (1782-1858) (frère du précédent) |                      | Capitaine de la Garde Nationale de Grenoble, conseiller d'arrondissement du canton de Grenoble-sud-est                                                                                              |
| 1848          | 1856                      | Alphonse Balme                                   |                      | Notaire au Bourg-d'Oisans |
| 1856          | 1861                      | Adolphe Bernard                                  |                      | Conseiller à la Cour Impériale de Paris |
| 1861          | 1867 (démission)          | Henri Jules Bataille                             |                      | Général de brigade, originaire du Bourg-d'Oisans |
| 1867          | 1872 (démission)          | Émile Berger                                     |                      | Avocat Général à la Cour de Grenoble |
| 1872          | 1883                      | Paul Thibaud                                     | Républicain (Droite) | Ancien magistrat. Avocat à la Cour. Président du conseil d'administration des mines de La Mure, des forges et hauts-fourneaux d'Allevard et du canal de la Romanche Membre de l'Académie delphinale |
| 1883          | 1907                      | Jean-Pierre Eugène Charbonnier                   | Républicain          | Bâtonnier de l'ordre des avocats, Grenoble |
| 1907          | 1941 (démission d'office) | Léon Perrier                                     | Rad.                 | Enseignant Député (1910-1919) - Sénateur (1920-1941) - Ministre (1925-1928) Président du Conseil Général (1920-1940) Révoqué par le Gouvernement de Vichy                                           |
|               |                           |                                                  |                      | |
| 1943          | 1945                      | Louis Faure                                      | Rad.                 | Médecin Maire du Bourg-d'Oisans Nommé conseiller départemental en 1943 |
|               |                           |                                                  |                      | |
| 1945          | 1967                      | Louis Faure                                      | Rad.                 | Médecin, maire du Bourg-d'Oisans |
| 1967          | 1973                      | M. Martin                                        | DVG                  | |
| 1973          | 1979                      | M. Ollivier                                      | DVD puis UDF         | |
| 1979          | 1985                      | Roland Martin                                    | PS                   | Maire du Bourg-d'Oisans |
| 1985          | 1998                      | Jean-Guy Cupillard                               | RPR                  | Chef d'entreprise Maire d’Huez Vice-président du Conseil général |
| 1998          | 2015                      | Christian Pichoud                                | PS, puis DVG         | Profession libérale Maire du Freney-d'Oisans depuis 1981 Vice-président du Conseil général |

## Composition
Le canton du Bourg-d'Oisans groupait vingt communes et comptait 10 558 habitants (recensement de 1999 sans doubles comptes).
| Nom                           | Code Insee | Intercommunalité | Superficie (km2) | Population (dernière pop. légale) | Densité (hab./km2) |
| ----------------------------- | ---------- | ---------------- | ---------------- | --------------------------------- | ------------------ |
| Le Bourg-d'Oisans (chef-lieu) | 38052      | CC de l'Oisans   | 35,75            | 3 225 (2014)                      | 90                 |
| Allemond                      | 38005      | CC de l'Oisans   | 44,75            | 1 001 (2014)                      | 22                 |
| Auris                         | 38020      | CC de l'Oisans   | 11,21            | 199 (2014)                        | 18                 |
| Besse                         | 38040      | CC de l'Oisans   | 25,46            | 137 (2014)                        | 5,4                |
| Clavans-en-Haut-Oisans        | 38112      | CC de l'Oisans   | 15,58            | 109 (2014)                        | 7                  |
| Le Freney-d'Oisans            | 38173      | CC de l'Oisans   | 14,54            | 252 (2014)                        | 17                 |
| La Garde                      | 38177      | CC de l'Oisans   | 9,09             | 103 (2014)                        | 11                 |
| Huez                          | 38191      | CC de l'Oisans   | 14,16            | 1 367 (2014)                      | 97                 |
| Livet-et-Gavet                | 38212      | CC de l'Oisans   | 46,54            | 1 265 (2014)                      | 27                 |
| Mizoën                        | 38237      | CC de l'Oisans   | 14,60            | 197 (2014)                        | 13                 |
| Mont-de-Lans                  | 38253      | CC de l'Oisans   | 31,66            | 1 169 (2014)                      | 37                 |
| Ornon                         | 38285      | CC de l'Oisans   | 11,60            | 135 (2014)                        | 12                 |
| Oulles                        | 38286      | CC de l'Oisans   | 11,01            | 10 (2014)                         | 0,91               |
| Oz                            | 38289      | CC de l'Oisans   | 16,81            | 244 (2014)                        | 15                 |
| Saint-Christophe-en-Oisans    | 38375      | CC de l'Oisans   | 123,47           | 105 (2014)                        | 0,85               |
| Vaujany                       | 38527      | CC de l'Oisans   | 64,54            | 290 (2014)                        | 4,5                |
| Vénosc                        | 38534      | CC de l'Oisans   | 25,06            | 756 (2014)                        | 30                 |
| Villard-Notre-Dame            | 38549      | CC de l'Oisans   | 14,06            | 25 (2014)                         | 1,8                |
| Villard-Reculas               | 38550      | CC de l'Oisans   | 4,99             | 62 (2014)                         | 12                 |
| Villard-Reymond               | 38551      | CC de l'Oisans   | 11,21            | 41 (2014)                         | 3,7                |

## Démographie
| 1962  | 1968  | 1975  | 1982   | 1990  | 1999   | 2006   | 2011   | 2012   |
| ----- | ----- | ----- | ------ | ----- | ------ | ------ | ------ | ------ |
| 8 471 | 7 981 | 8 707 | 10 325 | 9 476 | 10 558 | 10 715 | 10 806 | 10 757 |

## Redécoupage des cantons de l'Isère en 2015
Le 23 novembre 2013, la nouvelle carte cantonale de l'Isère a été présentée par le préfet Richard Samuel et votée par l'Assemblée départementale de l'Isère. Le Conseil d'État publie le décret no 2014-180, le 18 février 2014, validant le redécoupage cantonal du département.

Les 20 communes du canton du Bourg-d'Oisans seront rattachées au canton « Oisans-Romanche » (Vizille).